# Jelena Romanovová
Jelena Nikolajevna Romanovová (rusky Елена Николаевна Романова; 20. března 1963, Nežinskoje, Voroněžská oblast - 28. ledna 2007, Volgograd) byla ruská atletka, olympijská vítězka a vicemistryně světa v běhu na 3000 metrů a mistryně Evropy v běhu na 10 000 metrů.
První mezinárodní úspěch získala ještě pod dívčím jménem Malychinová (rusky Малыкина), když v roce 1981 na juniorském mistrovství Evropy v nizozemském Utrechtu brala stříbro v běhu na 1500 metrů. O dva roky později na halovém ME v Budapešti doběhla na dvojnásobné trati na 3. místě.
Mezi její úspěchy rovněž patří tři zlaté a jedna stříbrná medaile, které postupně vybojovala na Hrách dobré vůle v roce 1990 v Seattlu a o čtyři roky později v Petrohradě na tratích tři a pět tisíc metrů.

## Osobní rekordy
- 3000 m – 8:30,45 – 25. září 1988, Soul
- 5000 m – 14:59,70 – 10. září 1991, Berlín
- 10 000 m – 31:46,83 – 1990, Split